# Zrínyifalva
Zrínyifalva (1896-ig Kursanecz, horvátul Kuršanec, vendül Küršanci) falu Horvátországban Muraköz megyében. Közigazgatásilag Csáktornyához tartozik.

## Fekvése
Csáktornyától 10 km-re délre a Dráva bal partján fekszik.

## Története
A települést 1478-ban "Kursouecz" néven említik először. A csáktornyai uradalomhoz tartozott.
1664-ben az itteni erdőben érte halálos baleset Zrínyi Miklóst gyanús körülmények között vadkanvadászat közben (más források szerint a meggyilkolására felbérelt Póka István vadász orozva lőtte agyon). A falu magyar nevét 1896-ban ez alapján kapta. A tragédia helyén 1724-ben Pignatelli Belliguardo Anna grófné, Csáktornya urának Althan grófnak a felesége Zrínyi emlékére obeliszket emeltetett, melyet később az elhagyatott helyről a mai Felsőzrínyifalva központjába hoztak.
1910-ben 347, túlnyomórészt horvát lakosa volt. A trianoni békeszerződésig Zala vármegye Csáktornyai járásához tartozott, majd a délszláv állam része lett. 1941 és 1945 között újra Magyarországhoz tartozott.
A környék első iskoláját 1884-ben nyitották meg Drávaújfaluban, ahova az itteni gyerekek is jártak. A faluban csak 1947-ben létesült az első iskola. 1974-ben a gyerekek alacsony száma miatt az iskolát Drávanagyfaluhoz csatolták, helyben csak az alsó tagozat maradt. Később a gyerekek száma ismét emelkedett, így 1999-ben az új iskolaépületben újra megnyílt az önálló alapiskola, melynek ma már több mint 400 tanulója van.
2001-ben Zrínyifalvának 1314 lakosa volt.

## Nevezetességei
A Zrínyi-emlékoszlop, mely eredetileg Zrínyi halálának helyén állt, ma azonban a Felsőzrínyifalva (Gornji Kuršanec) központjában levő parkban található.

## Külső hivatkozások
- A zrínyifalvai Zrínyi-emlékoszlop története és leírása
- Zágorec-Csuka Judit: A Zrínyiek nyomában
- A csáktornyai Zrínyi Gárda honlapja
- A helyi alapiskola honlapja a falu rövid történetével